# Кирхнер, Отто Францевич

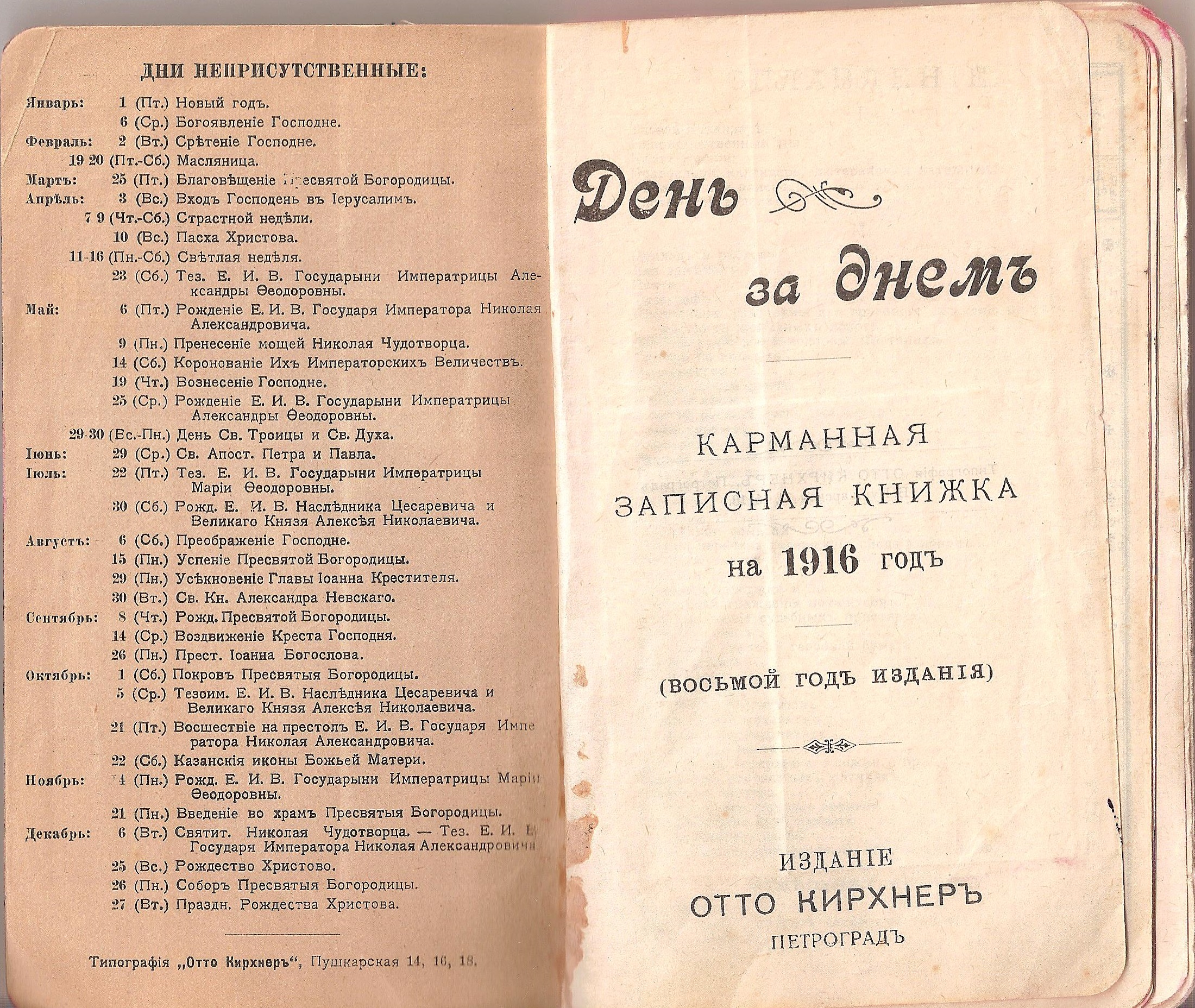
Карманная записная книжка «День за днём», 1916

Отто Францевич Кирхнер (нем. Kirchner Otto Francevich; 11 марта 1848 — 6 ноября 1901) — немецкий предприниматель, основатель фабрики «Светоч».

## Приезд Отто Кирхнера в Россию
Из информации, содержащейся в электронном архиве Эриха Николаевича Амбургера в Петрикирхе, известно, что Отто Кирхнер родился 11 марта 1848 года в Анхальт-Цербсте. Подобно тысячам других немцев, он переехал в Россию, чтобы организовать своё дело. Здесь, в Петербурге, у него было больше возможностей, чтобы реализовать свои честолюбивые планы по сравнению с Ангальт-Цербстом. Как отмечает И. М. Эйзен в книге «Очерк истории переплётного дела…»: «некоторые её лучшие переплётчики покинули свою родину, не встречая в своей стране ни сочувствия к своим трудам, ни должной оценки своих работ, они, лишний раз убедившись в истине, что нет пророка в своём отечестве, покинули Германию, чтобы вдали от неё, хотя и на чужбине, работать в целях подъема переплётного искусства».

## Открытие мастерской в Санкт-Петербурге
30 ноября 1871 года на Малой Морской, в доме № 14 23-летний немецкий мастер Отто Францевич Кирхнер открыл переплётную мастерскую в очень небольших размерах и с весьма ограниченными средствами. В первые годы Отто Кирхнер работал сам с двумя учениками, имея при себе только самые необходимые инструменты для производства. Все работы в мастерской они выполняли вручную. Отто Кирхнер приехал в Санкт-Петербург, будучи профессионалом, прекрасно знающим своё дело. Именно этот профессионализм позволил его мастерской в кратчайшие сроки закрепиться на рынке переплётных услуг. Годы шли, число заказов увеличивалось, и мастерская работала с каждым годом все лучше и лучше. Мастерской Отто Кирхнера приходилось соперничать с другими переплётными предприятиями, которых на тот момент в Петербурге существовало 160, выпускавшими роскошные, но дорогие переплёты в небольших количествах (некоторые и единично). Заветной же целью Кирхнера было добиться того, чтобы иметь возможность изготавливать изящный, прочный и в то же время, доступный и дешевый для простых людей переплёт. Именно эта цель помогла ему расширять своё производство год за годом.

## Развитие «дела» Отто Кирхнера
Через 10 лет своего существования в 1881 году дело совершенно упрочилось. Тяжёлые времена для Отто Кирхнера и его производства остались в прошлом. В его мастерской трудились уже не 2 ученика, а 25-30 рабочих. И имелись не только необходимые инструменты, но и новейшие для своего времени 13 машин. Ежедневно в мастерской Кирхнера переплеталось от 250 до 300 книг. Но на этом достижении энергичный немецкий предприниматель не остановился. Он задумал ещё более расширить и усовершенствовать своё дело. В этих целях Отто Францевич несколько раз выезжал на стажировку за границу. Там же одновременно он покупал материалы, посещал лучшие переплётные фабрики, перенимая опыт, и делился своим. Он побывал в крупнейшем полиграфическом центре Германии — Лейпциге. Там, в центре переплётного дела, он ознакомился с новейшей техникой, лучшими машинами и наиболее рациональной системой производства, также посещал в те времена очень известные предприятия Краузе, Мансфельда и Фомма. Количество заказов, увеличивавшихся со дня на день, подвигло Отто Кирхнера приобрести в 1884 году котёл и паровую машину. С расширением производства, помещение становилось все более тесным и ему приходилось приобретать новые площади в том же доме № 14 на Малой Морской. Как известно, в каждом промышленном предприятии в течение года бывает некоторое затишье. Чтобы рабочие его производства в такие месяцы затишья не оставались без зарплаты, Кирхнер открыл уже в 1879 году собственное издательство. Первое, чем он занялся — это издание отрывных календарей. Как и переплётное дело, издание календарей так же увенчалось успехом.

## Личная жизнь
Из архива Э. Амбургера известно, что Отто Кирхнер был дважды женат. Первый раз в 1872 году (то есть через год предположительного приезда в Петербург) на Сюзане Беске (Bescke Susanne). Венчались они 6 декабря 1872 года. Второй раз в 1885 году на Юлии Кристине Георгиевне Мёльсон (Mölson Julie Christine Georg). Бракосочетание было зарегистрировано 24 марта 1885 года. От двух браков у Отто Кирхнера было три сына: Карл, Франц и Фридрих.

## Переезд фабрики на Петроградскую сторону
В 1894 году переплетная мастерская была уже таких размеров, что занимала весь дом на Малой Морской, 14. Но помещение не было предназначено для промышленных целей: оно оказалось малым и плохо приспособленным для фабричного производства. А это одни из главных составляющих факторов успешного производства.
В связи с тем, что здания на Малой Морской уже не хватало, а фабрика планировала расширяться, и поблизости не было здания, подходящего для фабрики, осенью 1893 года был приобретён земельный участок на Петербургской стороне, где началось строительство нового помещения для фабрики Отто Кирхнера.

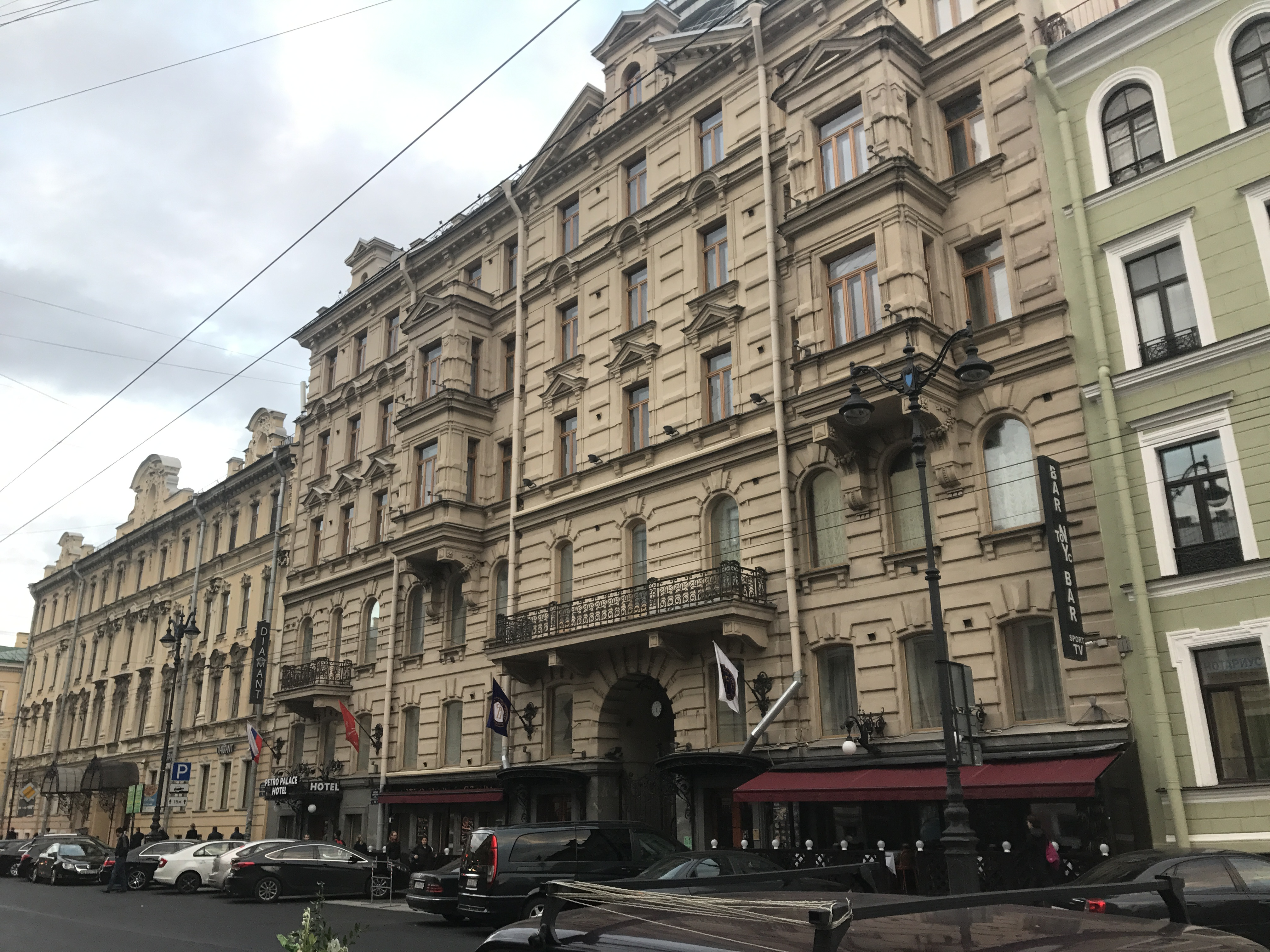
Малая Морская улица, 14, Торговый дом «Братья Шталь»

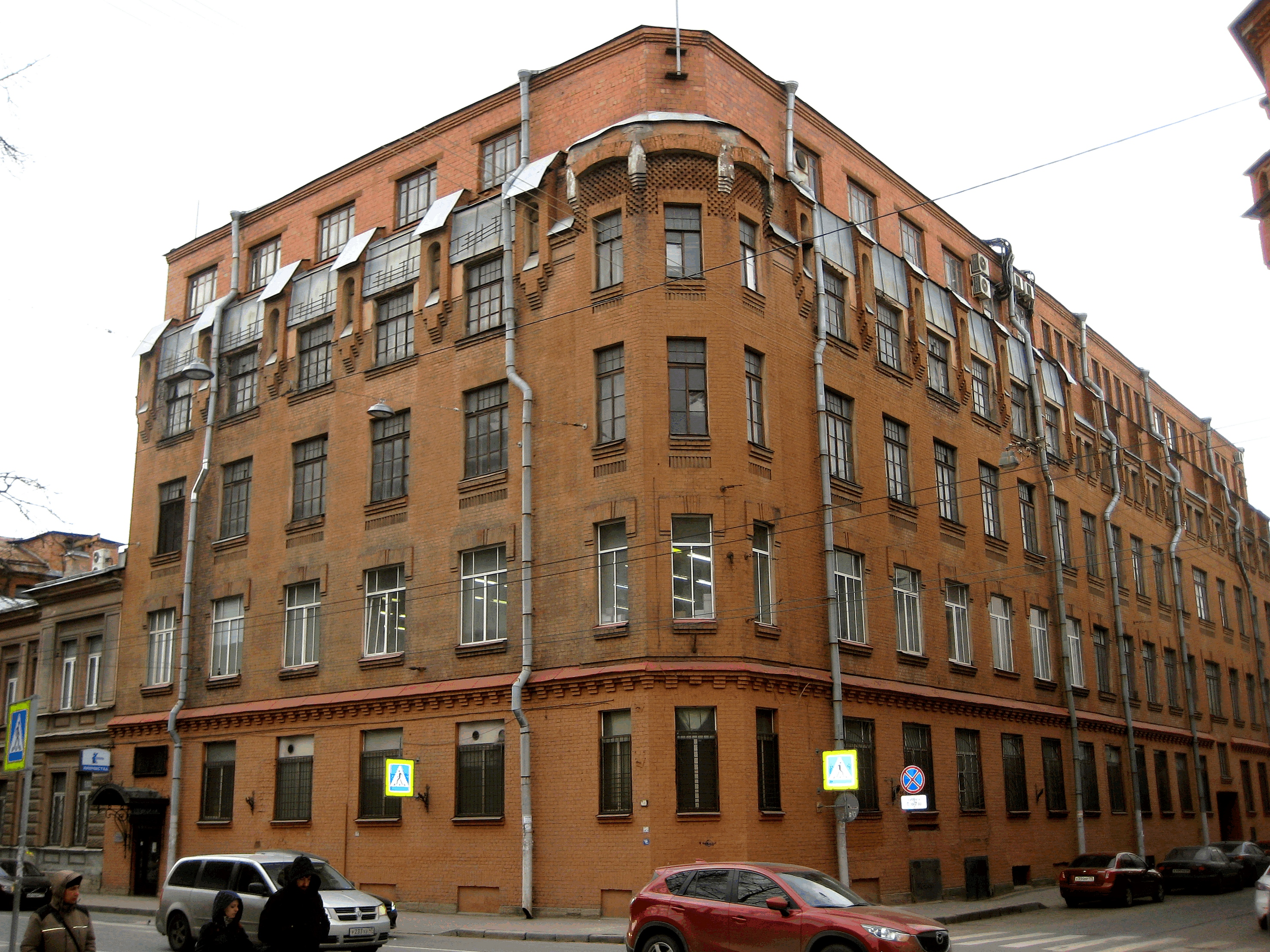
Большая Пушкарская улица, 10

Дом на Малой Морской, 14 дошёл до нас в перестроенном виде. В 1898—1899 гг., когда фабрика Отто Кирхнера уже работала на Петербургской стороне, архитектор Германского посольства, техник И. Ф. Шлупп построил на этом месте новый доходный дом, включив в него старое здание, где прежде располагалась мастерская немецкого предпринимателя. С 1899 года здесь уже размещался торговый дом «Братья Шталь». Но вплоть до 1917 года уже в перестроенном здании на Малой Морской, 14 размещался магазин канцелярских товаров «Отто Кирхнер».
На Петербургской стороне земельный участок на Большой Пушкарской улице, № 10 Отто Кирхнер купил в 1893 году. Строительство здания для фабрики началось весной 1894 года, и «работы велись настолько успешно и энергично», что к осени здание было уже построено. Здание было 3-х этажное, площадью 430 кв. сажень.
В течение 1894—1895 с осени по осень фирма Кирхнера получает крупный заказ от правительственного учреждения. Заказом этим были — многомиллионное количество паспортных книжек, которые разошлись по всей России. Для скорейшего его исполнения потребовалось непрерывной годовой работы 300 рабочих и 40 машин, изготавливавших в каждые 6 минут 1 000 книжек или до 100 000 в день. Заказ был исполнен к сроку, с полным соблюдением основных стимулов фабрики: «чистоты и аккуратности».
Другой такой же крупный заказ был получен в 1896 году от Центрального Статистического комитета Министерства Внутренних дел. Это — портфели для счётчиков Всероссийской переписи населения.

## Награды фабрики
О признании высокого качества продукции, выпускаемой фабрикой Отто Кирхнера, свидетельствуют такие факты как присвоение ей высокого статуса «Поставщика двора его Императорского величества» и Золотые медали на двух Всероссийских промышленных выставках: в 1895 г. в Санкт-Петербурге и в 1896 г. в Нижнем Новгороде.
На фабрике имелись следующие отделения: типография, календарное, футлярное, кожевенное, брошюровочное, отделение конторских книг, позолотное отделение, переплетное отделение, канцелярских принадлежностей, столярное отделение, механическое.

## Фабрика после смерти Отто Кирхнера
6 ноября 1901 г. Отто Кирхнер умирает. Фабрикой заведуют его сыновья — Карл и Франц Кирхнеры.
О размахе деятельности фабрики Отто Кирхнера в 1910-е годы свидетельствует хранящийся в Российской национальной библиотеке рекламный проспект. Впечатляет ассортимент выпускаемой фабрикой продукции. Это: конторские и копировальные книги, записные книжки-блокноты, регистраторы, бланки для сбережения бумаг и документов, нот, марок и проч., альбомы для открытых писем, для фотографических любительских снимков и рельефных картин, коллекций марок, для стихов, для рисования, для видов, бювары, портфели, кошельки, бумажники, портмоне и проч. Поражает и огромное разнообразие издаваемых фабрикой «Отто Кирхнер» календарей.
В Отделе эстампов и фотографий Российской национальной библиотеки хранятся 19 календарных досок издательства «Отто Кирхнера» начала XX века. Практически все доски были не больше листа формата А4, но один календарь разительно отличался от остальных своим размером. Этот календарь называется «Гербовый». На нём изображены все гербы Российской империи, а наверху выделяются своими размерами гербы Санкт-Петербурга и Москвы. Санкт-Петербургу был посвящён ещё один календарь под названием «Петровский», где крупным планом изображен «Медный всадник».
В календарях производства фабрики «Отто Кирхнер» содержалась разнообразная информация из разных областей знаний.
Так из календаря за 24 августа 1916 можно было получить информацию о том, когда был изготовлен первый земной глобус или о лунных землетрясениях и др. Здесь же печатались разные фотографии и изображения, например, на этом листочке — изображение Королевы Бельгийской Елизаветы.
Казалось, дела на фабрике шли как нельзя лучше…
Роковым для хозяев фабрики оказались годы Первой мировой войны и последовавшая вслед за ней февральская революция 1917 года. Вступление России в Первую мировую войну отозвалось всплеском ненависти к неприятелю, в том числе вызвало и бытовые конфликты с немцами, проживавшими на территории империи. В первые месяцы войны «патриоты» организовывали демонстрации, погромы собственности германских подданных.
Ещё с начала Первой мировой войны «германские подданные» Карл и Франц Кирхнеры, сыновья Отто Кирхнера, были арестованы и сосланы в Вологду в числе военнопленных (они были офицерами запаса германской армии).
Фабрика, управляемая доверенным лицом Кирхнеров К. Гульбе, продолжала выпускать ту же продукцию, но её качество в 1916—1917 гг. резко ухудшилось, что можно объяснить всеобщим экономическим кризисом, охватившим Российскую империю в годы войны.

## Календари издательства «Отто Кирхнер»
Знаменитые календари издательства «Отто Кирхнер» печатались на плохой бумаге и уже не казались столь же привлекательными, как в довоенные годы. Их содержание изменилось.
В конце 1916 года Петроградское издательство «Отто Кирхнер» выпустило календарь на 1917 год. Он был абсолютно не информативен. Без рисунков и рекламы. Только лишь перечень праздников и неприсутственных дней. Осенью 1917 г. это же издательство выпустило абсолютно аналогичный календарь на 1918-й. Совершенно одинаковые календари. Но стоит поставить их рядом, видишь: между ними — эпоха. Праздников меньше, и совпадают лишь церковные. Исчезли все праздники, связанные с царской семьей. Добавлены новые. Однако к 1 января 1918, когда второй календарь должен был начать выполнять свои практические функции, он уже снова успел устареть. К власти пришли большевики. Началась другая история. И другие календари.

## Судьба сыновей Отто Кирхнера
Как же сложилась дальнейшая судьба сыновей Отто Кирхнера — Карла и Франца? Из документов следует, что после октябрьского переворота 1917 года они вернулись в Петроград из вологодской ссылки и попытались вернуться на фабрику. Из их обращения в фабком известно, что сыновья Кирхнера были готовы работать на ней, если не управляющими, то хотя бы рядовыми специалистами. Однако фабричный комитет отказал им даже в этом. Более того, в 1918 году против них было выдвинуто бездоказательное обвинение в поджоге собственной фабрики.

## Во благо русской культуры и просвещения. Деятельность немецкого издательства «Отто Кирхнер и Ко»
Кирхнерам ничего не оставалось другого как уехать из России, которая стала их второй родиной, и вернуться на свою историческую родину — Германию. Впрочем, никаких документов, подтверждающих этот факт, не было. Но информация на одном из сайтов натолкнула на след берлинского издательства «Отто Кирхнер и Ко». Стало известно, что в 1922 году в этом издательстве был выпущен роман в стихах Игоря Северянина «Падучая стремнина». Упоминание об этом издательстве найдено и в недавно вышедшем энциклопедическом справочнике «Литературное зарубежье России» в ряду других 86 русских издательств, действовавших в Берлине в 1920-е годы. «Именно Берлин, как отмечают исследователи, стал первой по времени столицей Русского зарубежья и одновременно мостом, соединяющим эмигрантский мир с Советской Россией».
В других справочных изданиях, а именно в «Сводном каталоге русских зарубежных периодических и продолжающихся изданий в библиотеках Санкт-Петербурга (1917—1992 гг.)» и в «Книге русского зарубежья в собрании Российской государственной библиотеки, 1919—1991 гг.: Библиографический указатель в 3-х частях», удалось найти необходимую информацию о книгах и других изданиях, вышедших в 1922-23 гг. в Берлине в издательстве «Отто Кирхнер и Ко». В трех томах последнего из названных библиографических указателей РГБ перечислены 24 книги, изданные за 2 года этим издательством. Кроме того, в самих этих книгах, хранящихся в основном фонде Российской Национальной Библиотеки, содержится перечень из 17 изданий за 1922-23 гг., не вошедших в библиографический указатель Российской Государственной библиотеки. Таким образом, общее число книг, вышедших в издательстве «Отто Кирхнер и Ко» за два года, достигло 41 единицы.
В первую очередь, это беллетристика. Так в 1922 году издательство «Отто Кирхнер и Ко» выпустило в свет две книги Игоря Северянина, уже упомянутый роман в стихах «Падучая стремнина» и новый сборник поэзии «Фея Eiole», а также романы А.Дроздова «Девственница», М. С. Хвостова «Русло жизни» (в 4-х частях), Н. Н. Брешко-Брешковского «На белом коне» (из жизни Добровольческой армии) в 3-х частях; сборники рассказов Н. А. Тэффи «Рысь», И. Коноплина «Печальный Бог», писателя-сатирика А. С. Бухова «Разговор с соседом», известного литератора Б. А. Лазаревского «Темная ночь», И. С. Хвостова «Мщение», третью книгу лирики Е. Л. Шкляра.
Наряду с произведениями русских писателей издательство «Отто Кирхнер и Ко» издало и несколько книг зарубежных авторов, например, роман нравов Р. Эйханера «Хорст Вельман», а также книги для детей: красочно оформленные, с многочисленными иллюстрациями: «Сказки Гауфа», повесть для юношества А. Донна «Ковбой Техаса», «Конек-горбунок» П.Ершова, сборник стихов, рассказов и сказок для малюток «Цветные камешки» И. С. Коноплина и Н. Кальма.
Среди самых печатаемых издательством авторов были Е. Акинфиева, книги которой для детей «Моя первая книга» с многочисленными рисунками художника П. Крупенского и «Хочу читать» (новый русский букварь с 315 рисунками), а также «Отечественная старина» выдержали по два издания.
На втором месте после беллетристики шли выпущенные издательством мемуары. Среди них книга М. Г. Дроздовского «Дневник» с отрывками из писем и дневников времен Гражданской войны и Добровольческой армии; книга воспоминаний генерала А. С. Лукомского, охватывающая период Первой мировой войны, начало разрухи в России и борьбы с большевиками; «Воспоминания» члена государственной думы С. И. Шидловского в 2-х частях.
Особое место в планах издательства занимала политическая литература и публицистика. К ним можно отнести такие сочинения как А. Терне «В царстве Ленина» (очерки современной жизни в РСФСР) и того же автора «Новое учение о социологии», о также «Письма к Луначарскому» В. Г. Короленко, книгу П. Г. Курлова «Гибель императорской России».
Выпускало издательство и учебную литературу, например, «Самоучитель стенографии» А. Терне, «Учебник английского языка» Нурока и «Ключ к Нуроку и самоучитель английского языка» Гоара.
Кроме того, издательством были выпущены 10 серий художественных открытых писем «Русские сказки».
Все эти издания отличает высокий уровень полиграфии. В первую очередь, это традиционно высококачественные для Кирхнеров переплеты, что особенно подчеркивается в рекламе издательства. Кроме того, благодаря тому, что к оформлению книг были привлечены талантливые художники-иллюстраторы и книжные графики Владимир Белкин, П.И. Крупенский, Штирен и другие. Эти издания представляют собой высокохудожественные образцы печатной продукции, сравнимые разве что с книгами, оформленными в начале XX века художниками-мирискуссниками. Во многом благодаря этому издательству русскоязычные читатели, как в эмиграции, так и в России, могли познакомиться с новыми произведениями любимых писателей.
Следует однако заметить, что характерной особенностью издательской деятельности этого, да и ряда других русских берлинских издательств является некоторая пестрота в подборе издаваемых книг. Видимо, это обстоятельство отразилось в шуточной эпиграмме, посвящённой издательству «Отто Кирхнер и Ко», из журнала «Веретеныш» в рубрике «В альбом именитым берлинцам»:

Пока еще окрошка, 

Где ж первенства их пальма? 

Шикарная обложка 

И на обложке: 

Кальма. 

## Литературно-художественный альманах «Веретено»
Отдавая дань книгоиздательской деятельности Кирхнеров в Берлине, особенно хочется выделить вышедшие в их издательстве в 1922 году литературно-художественный альманах «Веретено» и три выпуска журнала «Веретеныш» («Вестника критической мысли и сатиры»).
Как пишет в книге «Мир и дар Владимира Набокова» Борис Носик, альманах «Веретено» организовал молодой прозаик Александр Дроздов, «пообещав, что он будет стоять в стороне от всякой политики». В содружество писателей и художников с одноимённым названием, объединившихся вокруг альманаха вошли такие писатели как Глеб Алексеев, В. Амфитеатров-Кадашев, Иван Бунин, Эрих Голлербах, Сергей Горный (псевдоним А. Оцупа), Александр Дроздов, Иван Лукаш, Сергей Маковский, Вас. И. Немирович-Данченко, Борис Пильняк, Владимир Пиотровский, Алексей Ремизов, Г.Росимов, Владимир Сирин (псевдоним Набокова), а также художники С. Сегаль, В.Белкин, А. Андреев, М. Банд, И. Мозалевский. Альманах «Веретено» отличает, как и выпущенные издательством «Отто Кирхнер и Ко», высокий уровень издательской культуры.
Надо отдать должное составителю и издателям альманаха «Веретено», он в самом деле «далеко стоял от политики». Основным критерием для публикаций в нём был принцип художественности. В тех же случаях, когда автор все-таки дает, пусть и в художественной форме, резкую негативную картину большевистской России, как например, И. Лукаш в поэме в прозе «Государь», издатели заявляют в сносках, что эта «повесть печатается в виду её художественного значения. В оценку политических моментов произведения редакция не входит».
Альманах, особенно его поэтический раздел, скорее окрашен ностальгией по России, надеждой на скорое возвращение в родные поля и сады, чем чувством ненависти к отторгнувшей их Родине.

## Журнал «Веретеныш»
Не меньший интерес представляют три выпуска юмористического журнала «Веретеныш», предшествовавшие альманаху «Веретено». Его авторам и помимо уже перечисленных выше писателей были такие разные литераторы как Тэффи, А. Аверченко, А. Куприн, И. Эренбург, Михаил Булгаков, Наталья Потапенко, С. Сегаль, Г. Лукомский, Ю. Слёзкин, Б. Цвинский, Андрей Соболь, Юрий Соболев, Глеб Струве, И. Сургучев и др.
Особый интерес представляет для нас раздел «Хроника Веретена». Из него мы узнаем, что в это содружество писателей и художников вошло 120 человек, проживающих за границей. Члены его делились на членов-учредителей, действительных членов, членов-соревнователей. Руководил их работой «Временный совет». Здесь же дается адрес содружества, и сообщается, что оно легализовалось в Германии как «Союз российских писателей и художников», и что в Берлине будет организована их совместная художественная выставка и состоятся выступления содружества с участием писателей.
Во 2-м, октябрьском, выпуске журнала «Веретеныш» сообщалось, что «в этом месяце в Берлине состоится первое публичное выступление писателей группы „Веретена“. Выступят с чтением новых произведений писатели А. Ремизов, Ив. Лукаш, Александр Дроздов, Глеб Алексеев и поэт Вл. Пиотровский. Кроме того, выступят артисты русских и берлинских театров».
По всей видимости, эта встреча стала и первой, и последней. Цитата из книги Б. Носика «Мир и дар Владимира Набокова»:
«В ноябре 1922 года Дроздов пригласил на вечер „Веретена“ Алексея Толстого, сотрудничавшего в просоветском «Накануне», и тогда Амфитеатров, Бунин, Лукаш, Набоков и другие вышли из „Веретена“. Некоторые из молодых литераторов, покинувших „Веретено“, в том числе Набоков, Лукаш и Струве, создали „тайный кружок поэтов“, названный „Братством Круглого Стола“. Информацию о выходе Лукаша, Бунина, Набокова, Горного и других из литературного содружества „Веретено“ в знак неприятия „Сменовеховских“ тенденций его руководителей», мы нашли и в биографическом словаре «Русские писатели. 1800—1917» в статье, посвященной И. С. Лукашу. Издательство же «Отто Кирхнер и Ко» продержалось ещё год. В 1923 году были изданы 13 книг (вдвое меньше, чем в предыдущем году!). Был проанонсирован ещё целый ряд новых изданий, но уже в 1924 году издательство, по всей видимости, прекратило своё существование. Ни в одном из просмотренных нами библиографических указателей оно уже не числится. Можно предположить, что оно обанкротилось. На причины, которые могли привести к фиаско издательства, наводит статья А. Когана в журнале «Русская книга заграницей» за 1924 год «Кризис русского издательского дела, автор статьи связывает, с одной стороны, с общими условиями издательской деятельности русских издательств (непомерным возрастанием цен на бумагу и в связи с этим сокращением деятельности типографий)», с другой — рядом специфических причин, к которым А. Коган относит насыщенность книжного рынка, из-за чего «сбыт книг застопорился» и «произошла заминка в поступлении денег», но главную причину кризиса он усматривает в «отсутствии прочного и достаточно многочисленного контингента потребителей», недоступности естественного рынка сбыта — России. Говоря о последнем, автор статьи указывает, что «ввоз книг в Россию наталкивается на целый ряд препятствий, часто почти непреодолимого свойства: цензуру, проволочки Главного управления по делам литературы, монополию на внешнюю торговлю в Советской России, ряд запретительных постановлений относительно ввоза учебников, книг по старой орфографии, дорогой пересылки и почти запредельной пошлины на неё». В результате, делает вывод А. Коган, — «рынок, который мог бы поглотить огромное количество книг своим спросом и влиять на характер деятельности зарубежных издательств, остается для них почти закрытым», а «вне России книжный рынок сравнительно не велик».
Об этом же в своей статье «Ненужные препятствия» (в номерах 5 и 6, за май-июнь 1923 года) пишет редактор ежемесячного критико-библиографического журнала «Новая русская книга» профессор А. С. Ященко.
На страницах этого журнала появилось сообщение, что «в общем собрании „Союза русских издателей и книготорговцев“ состоявшегося 24 апреля 1923 года в Берлине обсуждали вопрос о переходе на новую орфографию, а также о положении книжного дела в эмиграции и в России». Возможно, в обсуждении этих вопросов принимали участие и Кирхнеры. Уместно вспомнить и то, что деятельность берлинского издательства «Отто Кирхнер и Ко» проходила в условиях жесточайшей конкуренции с десятками других русских книжных издательств в Берлине, среди которых были и такие известные как издательства З. И. Гржебина, И. П. Ладыжникова, С. Ефрона и др. Эту острую конкурентную борьбу между русскими издательствами в Берлине выразительно изобразил в своем сатирическом стихотворении, помещенном в 3-м номере «Веретеныша», Сергей Горный:

Средь печальных обстоятельств
Все же тьма книгоиздательств:
Конкуренты книжной лавки
Заполняют все прилавки.
То Красновым, то «Жар-Птицей» —
Здешним беженцам не спится,
И в кошмарном сне кружится
Перед ними яркой стаей,
То вздымая, то ныряя,
То обложками сверкая
«Хуренито» Эренбурга,
Все гравюры Петербурга,
Восемь книжек о коммуне,
Граф Толстой из «Накануне»
(Тьма зигзагов и уклонов!)
Некий брат Серапионов,
Мережгиппиус в обложке,
Юрий Слезнин для окрошки, —
Скачут, прыгают, как блохи;
«Эпопеи» и «Сполохи»
«Геликоны», «Алкокосты»
(Всех названий будет до ста…)
Много книг про грех содомский;
«Логос», «Китеж» и Лукомский,
На обложках — есть амуры,
Фототипии, гравюры —
При покупке оптом скидка!
С видом Тулы есть открытка!!
Покупайте, запасайте,
Конкурентов избегайте,
Прейс-куранты без помарок, —
На ответ не надо марок…
Просыпаешься, понятно,
И в глазах кружатся пятна.
Ходишь сонно до полночи,
По витринам бродят очи,
И пока еще открыто
Покупаешь «Хуренито»